# Зоб Аган
Зоб Аган Ісфаган Футбольний клуб або просто «Зоб Аган» (перс. باشگاه فوتبال ذوب ‌آهن‎) — професіональний іранський футбольний клуб з міста Ісфаган, який виступає в Чемпіонаті Ірану.

## Досягнення

### Національні
- Чемпіонат Ірану:
  -  Срібний призер (3): 2004–05, 2008–09, 2009–10

- Кубок Хазфі
  -  Володар (4): 2002–03, 2008–09, 2014–15, 2015–16
  -  Фіналіст (1): 2000–01

- Кубок Ірану
  -  Володар (1): 2016

### Континентальні
- Ліга чемпіонів АФК:
  -  Фіналіст (1): 2010

## Відомі гравці
Іран
- Мохаммад-Алі Мохамаді
- Хассан Аш'ярі
- Махмуд Ібрахімзаде
- Ісмаїл Фархаді
- Шахаб Гордан
- Ґасем Хаддадіфар
- Сепер Хейдарі
- Мохаммад Хосейні
- Мохаммад-Реза Халатбарі
- Расул Корбеканді
- Хоссейн Магіні
- Мосен Мосальман
- Алі-Акбар Остад-Асаді
- Мехді Раджабзаде
- Рахман Разаї
- Паям Садегян
- Реза Сахебі
- Мохаммад Салсалі
- Ібрагім Тайпур]
- Фаршид Талебі

Африка
- Ісса Ндоє

Азія
- Хавар Мулла Мохаммед
- Алі Хаммам
- Валід Ісмаіл

Європа
- Геворг Каспаров
- Арменак Петросян
- Левон Степанян
- Сергіу Чурилов
- Георге Стратулат
- Угу Мачаду
- Ацо Стойков

Південна Америка
- Карлуш Сантуш ді Жезуш
- Ігор Жозе Марігу ді Каштру